# Dresdenpriset

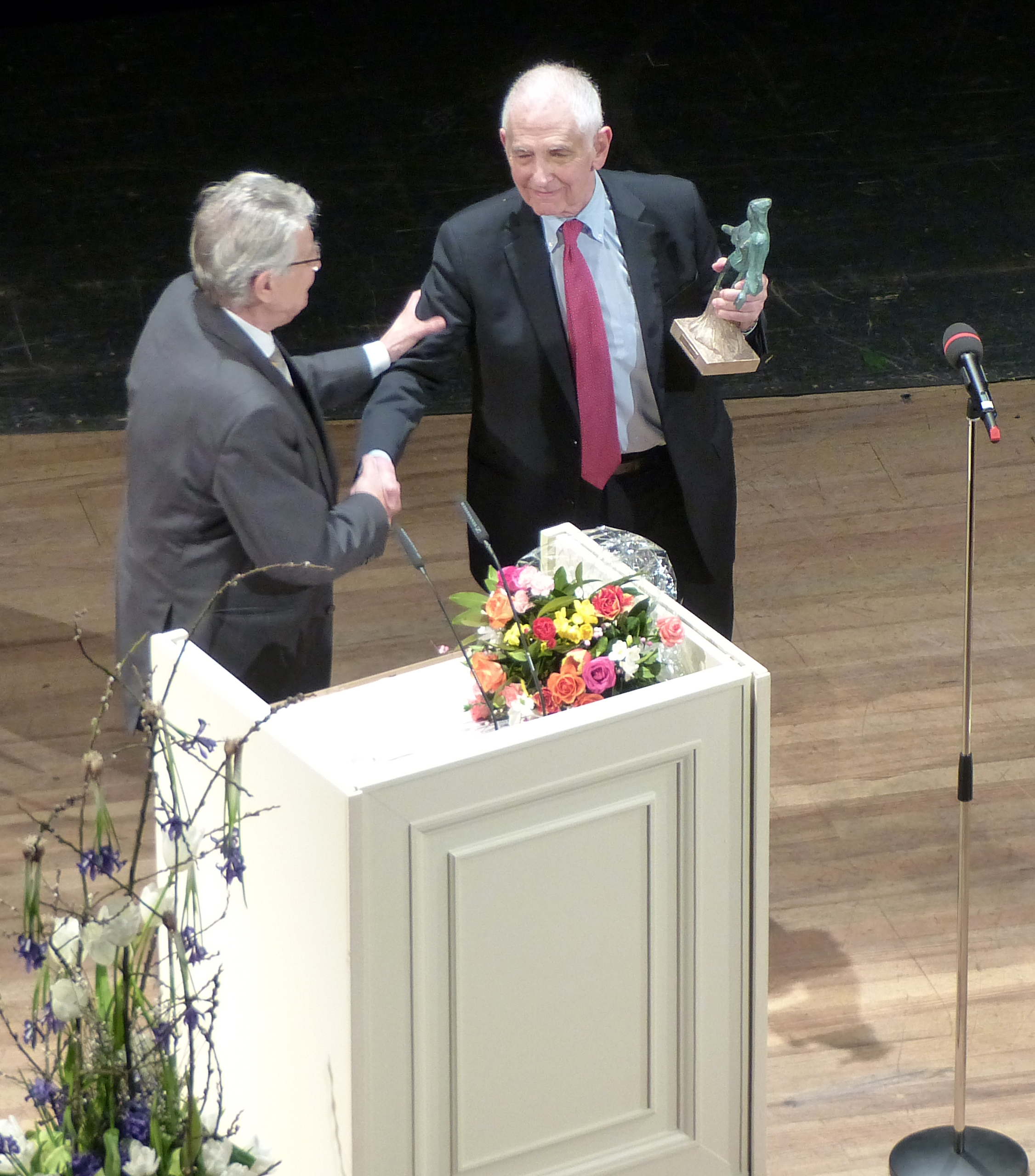
Daniel Ellsberg tar emot Dresdenpriset 2016

Dresdenpriset är ett internationellt fredspris, som delas ut årligen den 13 februari, på årsdagen av bombningen av Dresden.
Priset ges till en person som har gjort betydande insatser mot konflikter, våld och upptrappningar. Det initierades av den 2009 grundade föreningen Friends of Dresden Deutschland. Denna är en avläggare till den amerikanska organisationen Friends of Dresden i New York, som grundades av Günter Blobel. Det instiftades av Klaus Tschira Stiftung och har en prissumma på 25.000 euro.  
Pristagaren får också en bronsstatyett av Thalia som skapats av Konstanze Feindt Eissner (född 1966). Den är utformad efter en fontänskulptur av Hermann Hosaeus (1875–1958) från 1907, som föreställde de tre gracerna Aglaea, Eufrosyne och Thalia som dansar runt en Mozart-minnessten. Denna originalskulptur skadades svårt vid bombningen av Dresden 1945. Prototypen till Dresdenprisstayetten har stått i staden Dresdens lapidarium tillsammans med andra återstoder av stadens förstöring.

## Pristagare
| År   | Bild                         | Pristagare                                                        | Motivering |
| ---- | ---------------------------- | ----------------------------------------------------------------- | --- |
| 2010 | Michail Gorbatjov            | Michail Gorbatjov tidigare president i Sovjetunionen              | för hans insatser "inom området konflikt- och våldshindrande“ och särskilt hans engagemang för kärnvapennedrustning. Med sitt initiativ för ensidig avrustning av medeldistansrobotar gav Gorbatjov signalen för att kärnvapenkapprustningen och "gett ett av de mest betydelsefulla bidragen till förhindrande av våld under de senaste årtiondena“.                                                                    |
| 2011 | Daniel Barenboim             | Daniel Barenboim dirigent och pianist                             | för uppbyggnaden av West-Eastern Divan Orchestra |
| 2012 | James Nachtwey               | James Nachtwey krigsfotograf                                      | för sina "bilder, som man aldrig glömmer. Och han gjorde det som moralisk person,som en som inte bara hoppas, utan är förvissad om att hans bilder ska kunna ha effekt“ |
| 2013 | Stanislav Petrov             | Stanislav Petrov tidigare officer i Röda armén                    | "Stanislav Petrov förhindrade natten mellan den 25 och 26 september 1983 ett tredje världskrig, som kanske eller till och med troligen annars skulle inträffat. Som ingenjör i tjänst i Sovjetunionens armé, som stod till ansvar, kunde det inte vara större, än att stå till ansvar för mänsklighetens överlevnad. Det blev rätt, därför att han inte handlade som tekniker, och inte som officer, utan som människa.“ |
| 2014 | Emmanuel Jal                 | Emmanuel Jal sudanesisk musiker och tidigare barnsoldat           | för sitt musikaliska och politiska engagemang mot militärers missbruk av barn i Afrika. |
| 2015 | Prins Edward, hertig av Kent | Prins Edward, hertig av Kent medlem i den brittiska kungafamiljen | för sitt bidrag till försoning mellan Storbritannien och Tyskland. |
| 2016 | Daniel Ellsberg              | Daniel Ellsberg                                                   | som "pionjär som visselblåsare“. Han inspirerade andra med sitt mod. |
| 2017 |                              | Domenico Lucano borgmästare i Riace                               | för mottagandet och integrationen av 550 flyktingar i orten Riace med 1.800 invånare. |